# Старі Бейзими (зупинний пункт)
Старі́ Бейзи́ми — пасажирський залізничний зупинний пункт Жмеринської дирекції Південно-Західної залізниці на неелектрифікованій лінії Шепетівка — Старокостянтинів I між станціями Чотирбоки (11 км) та Антоніни (20 км). Розташований біля села Старі Бейзими Шепетівського району Хмельницької області.

## Історія
Зупинний пункт відкритий у 2000-х роках.

## Пасажирське сполучення
На зупинному пункті Старі Бейзими зупиняються приміські поїзди сполученням Шепетівка — Гречани / Хмельницький.